# Tax Lien
Ein Tax Lien ist eine grundpfandgesicherte Steuerschuldverschreibung, erstellt vom County eines amerikanischen Bundesstaats für eine nicht bezahlte Steuer eines Grundstückeigentümers oder Immobilienbesitzers. Diese Tax Liens werden von den Countys an Investoren angeboten, um überfällige Steuern einzusammeln. Ein Tax Deed ist eine Besitzurkunde für ein Grundstück oder eine Immobilie, die aufgrund von Steuerschulden der Eigentümer bereits im Besitz der Countys sind und von diesen ebenfalls zum Kauf angeboten werden.
Aufgrund der technischen Weiterentwicklung ist es jedem Privatinvestor möglich von zu Hause aus – heute – in rund 180 Countys online Tax Liens und/oder Tax Deeds zu erwerben.

## Gesetzliche Grundlagen
Die in jedem Bundesstaat der USA festgelegte Steuer auf Grundstücke und Immobilien (privat und kommerziell) ist die Haupteinnahmequelle der Countys zur Finanzierung von Schulen, Krankenhäusern, Feuerwehr und Polizei.
Jeder amerikanische Bundesstaat hat seine eigene gesetzliche Regelung. Diese Gesetze unterscheiden sich im Schwerpunkt in der Höhe der Verzugsstrafe (interest rate) für den
Immobilienbesitzer und in der Dauer der Tilgungsfrist und der Laufzeit eines Tax Liens.
Die ersten Tax Liens wurden 1798 ausgestellt und basierten demnach auf einem Gesetz, welches vor über 200 Jahren eingeführt wurde. Rund die Hälfte aller 50 US-Bundesstaaten bieten Tax Liens an. Klassische Tax Liens-Staaten sind Oklahoma (8 % p. a.), Arizona (16 % p. a.), Iowa (24 % p. a.), Maryland (18 % pro Halbjahr), Illinois (18 % pro Halbjahr). Darüber hinaus gibt es noch Tax Deeds-Staaten, Hybrid-Staaten und Redeemable Deeds-Staaten.
Tax Deeds-Staaten
Bei Tax Deeds Staaten behalten die Countys die Tax Liens und warten ab, ob der Schuldner seinen Verpflichtungen nachkommt. Tut er das nicht, so startet die County mit der Verwertung. Viele Countys bieten diese Immobilie im Gegenwert der ausstehenden Schulden an, also unter 10 % des aktuellen Verkehrswertes, in Bundesstaaten wie New York sind die Auktionspreise i. d. R. über 60 % des Verkehrswertes zu haben. Tax Deeds-Staaten sind unter anderem Kalifornien und New York.
Hybrid-Staaten
Hybrid-Staaten sind Bundesstaaten, die beide Lösungen, sowohl Tax Liens, als auch Tax Deeds anbieten. In diesen Staaten ist der OTC-Anteil (over the Counter) recht hoch, sodass man neben den klassischen Auktionen die Möglichkeit hat, interessante Objekte zu einem sehr attraktiven Preis einzukaufen. Klassische Hybrid-Staat ist beispielsweise Florida (18% p. a.).
Redeemable Deeds
Redeemable Deeds besagt, dass nach dem Erwerb einer Immobilie (analog Tax Deeds) der Schuldner noch z. B. 2 Jahre Zeit hat, nach der Übernahme der Immobilie seine Schulden zu begleichen. Interessant ist es darum, weil klassische Tax Liens i. d. R. einige Hundert oder Tausend USD kosten (nach oben sind natürlich keine Grenzen gesetzt), bei den Redeemable Deeds jedoch der Investor eine Immobilie für mehrere 10´000 USD erwirbt und er auf diese Investitionssumme den Zins erhält. Ein Redeemable-Staat ist Texas (25% p. a.).

## Verkaufsprozess
Bezahlt ein Steuerschuldner seine Steuer zu spät, dann hat das County ein Recht, dafür einen Tax Lien auszustellen und diesen in Auktionen Investoren anzubieten. Diese Steuerschuldverschreibung besitzt Erstrangigkeit gegenüber allen anderen Liens, wie zum Beispiel die Hypothek einer Bank.
Bezahlt nun der Steuerschuldner innerhalb der gewährten Tilgungsfrist (Redemption Period) seine Steuer, so wird darauf zusätzlich eine Strafsteuer fällig, die sich je nach Bundesstaat in der Höhe unterscheidet.
Der Tax Lien-Besitzer erhält anschließend vom County den Wert des Tax Liens und die Strafsteuer zurückerstattet.
Wird die Steuerschuld nicht innerhalb der gesetzlich vorgegebenen Tilgungsfrist bezahlt, kann der Tax Lien-Besitzer eine gerichtliche Zwangsvollstreckung beantragen und damit Eigentümer des Grundstückes oder der Immobilie werden.
In einigen Bundesstaaten werden jedoch keine Tax Liens verkauft, sondern Tax Deeds. Hat ein Steuerschuldner innerhalb der festgelegten Fristen seine Steuer nicht bezahlt, dann wird das County Eigentümer des Grundstückes bzw. der Immobile. Diese Countys verkaufen anschließend die Besitzansprüche (Tax Deeds) an Investoren und der Investor wird Eigentümer der Immobilie.
In jedem Bundesstaat der USA ist der Tilgungszeitraum für die nicht termingerecht bezahlte Steuer geregelt. Diese Zeitspanne beträgt 120 Tage bis fünf Jahre, je nach Bundesstaat. Jeder Tax Lien-Besitzer hat nach Ablauf der Tilgungsfrist die Möglichkeit den „Foreclosure-Prozess“ (Eigentumsübertragung) zu starten, um seine Ansprüche gegenüber dem Steuerschuldner durchzusetzen. Dazu ist ein Rechtsanwalt einzuschalten, um alle erforderlichen und gesetzlich anerkannten Dokumente zu erstellen. Da ein Tax Lien per Gesetz Erstrangigkeit besitzt, verlieren alle anderen Gläubiger damit ihre Ansprüche. Nach Abschluss dieses Prozesses erhält der Investor die Eigentumsrechte an der Immobilie (siehe auch #Vorteile einer Tax Deed Investition).
Sind mehrere Liens auf einer Immobilie vorhanden, so hat der 1. Gläubiger das Recht der Verwertung und muss darüber hinaus die anderen Tax Liens-Inhaber (jährliche Grundschuld plus aufgelaufene Zinsen, ggf. Gebühren) ebenfalls ausbezahlen.
Die Rendite einer Investition in US Tax Liens entsteht durch die gesetzlich festgelegte Strafsteuer und liegt zwischen 8 und 36 % pro Jahr.
Die Renditen von Tax Deeds können bei weitem höher sein, da die Countys die Tax Deeds zum Wert der überfälligen Steuern plus Strafsteuer und Gebühren in den Auktionen anbieten. Diese Grundstücke und Immobilien können nach dem Kauf von den Investoren zum Marktpreis verkauft werden. Immobilien können vermietet werden und bringen eine kontinuierliche Rendite.

## Auktionen
Der Verkauf von Tax Liens und Tax Deeds erfolgt auf Auktionen, die vor Ort im Büro des Countys zu festgelegten Terminen stattfinden oder durch Online-Auktionen.
Investoren außerhalb der USA können nur mittels Online-Auktionen investieren.
Je nach Bundesstaat gibt es eine festgelegte Prozedur, nach der Auktionen abgewickelt werden und an die sich die Investoren genauestens halten müssen.
Bid Down the Interest / Bieten auf die geringste akzeptable Rendite
Je nach Bundesstaat ist die mögliche Höchstrendite festgelegt. In der Auktion erhält der Bieter mit dem niedrigsten Angebot den Zuschlag. Beispiel: die Höchstrendite beträgt 18 % und die Bieter können in 0,25-%-Schritten nach unten bieten, in manchen Staaten sogar bis 0 %. Bieten mehrere Investoren denselben Wert, so entscheidet z. B. das Los oder es wird mit einem Rotationsverfahren weitergeboten.
Aber auch hier gibt es Ausnahmen, wie z. B. in Florida, da erhält auch derjenige, der 0,25 % geboten hat eine Mindestrendite von 5 %.
Premium Bid / Premium Gebot
Mit dieser Methode erhält der Investor mit dem höchsten Gebot für den Tax Lien-Wert den Zuschlag. Auf diesen Zuschlag erhält man manchmal auch eine Rendite in den meisten Fällen aber nicht und deshalb reduziert dieser „Premium-Zuschlag“ die Gesamtrendite.
Random Selection / Zufällige Auswahl
Mit dieser Methode wird per Los oder per Computer der erste Bieter ausgewählt, der ein Gebot abgeben kann. In kleineren Countys mit Live-Auktionen erfolgt dies auch durch den Auktionsleiter.
Rotational Selection / Rotationsauswahl
In dieser Methode erhält der Bieter/Investor mit der Bieternummer 1 als erster die Möglichkeit auf Tax Lien Nr. 1 zu bieten. Gibt Bieter Nr. 1 kein Gebot ab, dann wird Bieter Nr. 2 aufgefordert, ein Gebot abzugeben. Ist der Tax Lien verkauft oder wird von keinem Bieter ein Gebot abgegeben, dann erhält Bieter Nr. 2 als nächster die Möglichkeit auf Tax Lien Nr. 2 zu bieten usw. Mit dieser Methode hat der Bieter keinen Einfluss darauf, auf welche Tax Liens er ein Gebot abgeben kann.
Bid Down the Ownership / Bieten auf den niedrigsten Anteil an Eigentumsrechten der Immobilie
Der Investor, der bereit ist, den geringsten Anteil an Grundpfandrechten der Immobilie zu akzeptieren, erhält den Tax Lien. Diese Methode wird in nur wenigen Bundesstaaten angewendet, wie z. B. in Iowa. Bietet also ein Investor 50 % Eigentumsrecht und er erhält den Tax Lien und der Tax Lien wird innerhalb der Tilgungsfrist nicht bezahlt, dann erhält der Bieter nur 50 % Anspruchsrechte an der Immobilie, 50 % verbleiben beim Immobilieneigentümer. Diese Methode erfordert meistens die Einschaltung von Rechtsanwälten, ist daher in der Abwicklung teuer und kompliziert.
Tax Liens, die in den Auktionen nicht verkauft werden, gehen in das Eigentum des Countys über. In einigen Bundesstaaten können diese Tax Liens in sogenannten OTC-Sales (Over The Counter) quasi „über den Ladentisch“ direkt beim County erworben werden. Andere Bundesstaaten verkaufen diese Tax Liens bei den nächsten Auktionen.

## Vorteile einer Tax Deed Investition
Wird von einem Steuerschuldner die Immobiliensteuer innerhalb des erlaubten Tilgungszeitraums nicht bezahlt, so geht per Gesetz diese Immobilie oder das Grundstück in das Eigentum des Countys über. Diese Immobilien werden in öffentlichen Auktionen versteigert, sowohl vor Ort im Gebäude der Regierung als auch bei Online-Auktionen.
Der angebotene Mindestpreis für die Immobilie setzt sich zusammen aus allen Steuerschulden plus Verzinsung plus ev. Strafsteuer plus alle mit dem Verkauf verbundenen Abgaben und Gebühren. Der Bieter mit dem höchsten Gebot erhält den Zuschlag. Je nach Konkurrenz bei den Verkäufen können damit Immobilien weit unter dem aktuellen Marktwert erworben werden. Werden diese Immobilien dann im freien Markt verkauft, sind zweistellige Renditen sehr gut zu erreichen.
Eine Alternative ist auch die Vermietung der Immobilie, da dadurch ein zusätzliches, passives Einkommen generiert werden kann.

## Herausforderungen bei Tax Lien und Tax Deed Investitionen
Gesetzliche Regelungen
Jeder Bundesstaat hat seine eigenen spezifischen Regeln für den Tax Lien bzw. Tax Deed Verkaufsprozess. Diese Regelungen sind genau einzuhalten. Bei Nichtbeachtung droht in den meisten Fällen der Totalverlust der Investition.
Auktionsregelungen
Die Bezahlung des Tax Liens bzw. des Tax Deeds ist hinsichtlich der Art (Bar, Scheck, Überweisung), des Tages und der Uhrzeit genau festgelegt. Eine Nichtbeachtung kann auch hier zum Verlust der Vorauszahlung und des Anspruches führen.
Title Clearance / Klärung externer Ansprüche
Spätestens nach dem Kauf eines Tax Deeds sind all externen Ansprüche zu klären. Dies ist erforderlich, da nur mit der Klärung und Ablösung aller externen Ansprüche der Abschluss einer Versicherung möglich ist. Diese Versicherung ist erforderlich, um die Immobilie am freien Markt verkaufen zu können. Ansprüche von staatlichen Regierungsbehörden (Finanzbehörden etc.) haben immer Vorrang und sind zu bedienen.
Gültigkeit von Tax Liens
Jeder Tax Lien besitzt eine gesetzlich festgelegte Gültigkeitsdauer (7 Jahre, 10 Jahre etc.). Beantragt der Tax Lien-Besitzer innerhalb dieses Zeitraums keinen Foreclosure, dann wird nach Ablauf dieser Frist der Tax Lien unwiderruflich wertlos.